# Тримайся (фільм)
«Тримайся» (англ. Get Hard) — американська кінокомедія 2015 року режисера і сценариста Ітана Коена. У головних ролях: Кевін Гарт, Вілл Ферелл.

## Сюжет
Мільйонер Джеймс Кінг жив собі спокійно, поки його справу не розглянули в суді, пред'явивши звинувачення в розтраті державного майна. Чоловікові дали рівно 30 днів на те, щоб він залагодив усі свої справи і був готовий до відправки до в'язниці. Кінга, який по своїй натурі далеко не міцний горішок, вся ця ситуація лякає і він звертається за допомогою до свого мийника машин. Разом з Дарнеллом Льюїсом майбутній зек починає підготовку до тюремного життя, яке не щадить слабаків. Таке несподіване знайомство відкриває для героїв нові сторони й правди, про які вони і не підозрювали.

## У ролях
| Актор          | Роль          |
| -------------- | ------------- |
| Вілл Ферелл    | Джеймс Кінг   |
| Кевін Гарт     | Дарнелл Льюїс |
| Крейг Нельсон  | Мартін        |
| Елісон Брі     | Аліса         |
| T.I.           | Рассел        |
| Пол Бен-Віктор | Гейл          |
| Джон Меєр      | Співак        |
| Джиммі Феллон  | Джиммі Феллон |